# Jan Kubíček (automobilový závodník)
Jan Kubíček (1899 – 1967) byl československý motocyklový a automobilový závodník. Závodil na vozech Bugatti (1930-1937), Ford (1938, 1946) a Special Kompresor (1950-1955) jako soukromý jezdec.

## Životopis
Žil v Jindřichově Hradci, kde provozoval "správkárnu" automobilů. Byl uváděn v oficiálních stanicích Autoklubu Republiky Československé AKRČs pod údaji: Jindřichův Hradec: Hotel Centrál, Jan Kubíček, správk.

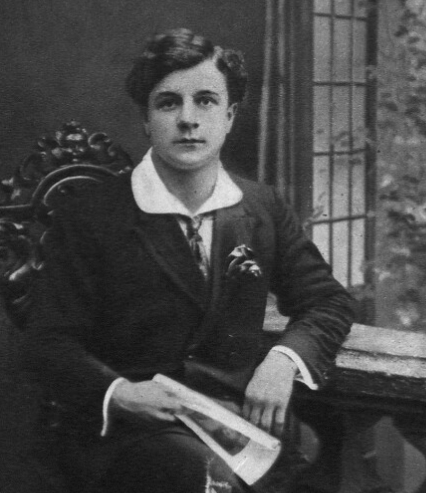
Jan Kubíček (1917)

Závodit začal v druhé polovině 20. let 20. století na motocyklech. Začal jako voják v roce 1917 ještě Rakousko-Uherském vojsku, v armádních autodílnách v Tridentě (Trento), kde byl s Emmerich Urbanem mechanikem Ing. Petra Muchy, prvního vítěze závodu 1000 mil československých v roce 1933. Pak ještě bojoval jako sokol na Slovensku, k čemuž připojil ještě doplňovací vojenskou službu 12 měsíců za republiky.
Na motocyklových soutěžích startoval od r. 1925 do r. 1931. V roce 1928 zaznamenal na soutěžích v Táboře dvě prvenství. Jihočeský autoklub uspořádal dne 23. září 1928 Klubovní rychlostní jízdu vytrvalosti jako soutěž automobilů a motocyklů na trati dlouhé 360 km. V kategorii motocyklů do 350 cm3 zvítězil J. Kubíček na stroji FN a dosáhl maximálního možného počtu bodů 424, když porazil na druhém místě Zdeňka Michla na stroji Harley-Davidson. O 14 dnů později na I. Automotocyklové klubovní soutěži vytrvalostní Autoklubu Tábor (7. října 1928) svůj úspěch zopakoval, když opět vyhrál třídu motocyklů do 350 cm3. Tentokráte za sebou nechal Josefa Štefla na Terrotu a Františka Brožka na Premieru.

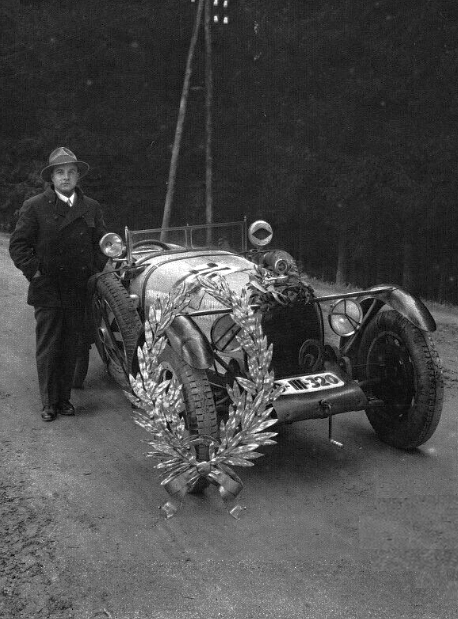
Jan Kubíček, Bugatti T 35B, Zbraslav-Jíloviště 1930, vítěz národního závodu

V roce 1930 začal závodit na voze Bugatti. Prvním jeho startem byl první podnik Mistrovství Evropy v závodech do vrchu, závod Zbraslav-Jíloviště v květnu 1930. Počátkem 30. let se přestěhoval do Prahy a vedl Autoškolu (Praha XII, Korunní 5). Byl uváděn jako technický úředník. Vozů Bugatti se "držel" až do roku 1937. Poslední období před II. světovou válkou (1938-9) používal k závodům automobil Ford. S tím ve speciální úpravě závodil i po válce, v letech 1946 až 1955, kdy se závody skončil.
Jan Kubíček zemřel v roce 1967 ve věku 68 let.

## Největší úspěchy
- Absolutní vítěz v závodě 1000 mil československých v roce 1935
- 4. místo v hlavním závodě na 1. Masarykově okruhu 1930, 7. místo na 4. Masarykově okruhu (1933)
- 2. místo při III. Grand Prix miasta Lwowa v závodě sportovních automobilů (1932)
- Absolutní vítěz závodu automobilů: I. Okruh Hradcem Králové (1933), 5. ročník Stříbrného trianglu Československa (1933), III. Lochotínský okruh (1935), Krakonošův okruh (1937-8), Českobrodský okruh (1935, 1938), Zdibský okruh (1938)

## Ocenění
- 1x Zlatý odznak Sportovní komise Autoklubu Republiky Československé (1935)
- 2x Stříbrný odznak Sportovní komise Autoklubu Republiky Československé (1933, 1938)

## Závodní kariéra
- 1930

Na závodě Mistrovství Evropy Zbraslav–Jíloviště v doprovodném, národním závodě nejlepší časy měli Kubíček (Bugatti, st. č. 74) ve vozech 3:31,6 min na cestovním automobilu a v motocyklech Němec (Praga BD). V kategorii vozů do 2 500 cm³ zvítězil Jan Kubíček před Theimerem (Citroën). Kubíček za nejlepší čas dostal stříbrný vavřínový věnec od časopisu Motor News. V celkovém pořadí národního závodu zvítězil a v celkovém pořadí vč. mezinárodního závodu by obsadil svým výkonem 14. místo. Jeho čas z roku 1930 v národním závodě automobilů do 2 500 cm³ zůstal rekordem už nikdy nepřekonaným.

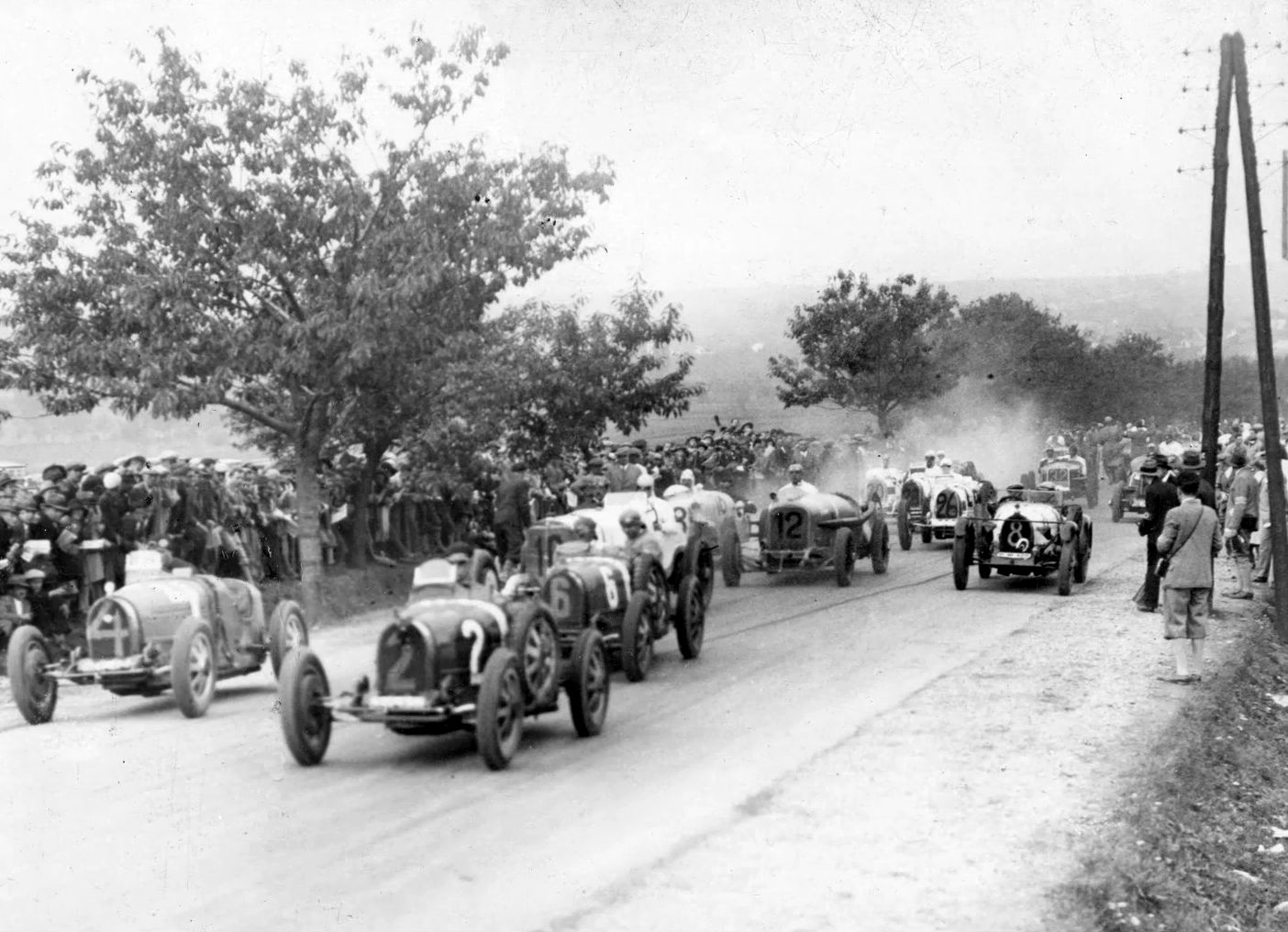
Start závodu na Masarykově okruhu Brno (1930), st. č. 8 Jan Kubíček

Na podzim 1930 (28. září) se účastnil (a úspěšně) prvního závodu na Masarykově okruhu v Brně. Startoval v hlavním závodě v kategorii nad 1 500 cm³ (st. č. 8, 17 kol, 495,4 km), v závodě, který zahájil tak slavnou éru automobilových závodů na Masarykově okruhu v letech 1930–1937. V konkurenci závodnických es jako byli Morgen, Caracciola, Nuvolari, Borzachini a Burggaller obsadil výborné 4. místo. Společně s Jiřím Lobkowiczem, který v roce 1931 dosáhl rovněž 4. místa na Masarykově okruhu, to je do dnešních dnů nejlepší umístění, kterého dosáhl český závodník v závodech Grand Prix. Ing. Gut, prodejce vozů Bugatti v Československu, o jeho jízdě napsal: "Kubíček, který tímto závodem velmi slibně začal kariéru se svojí starší Bugatti T 35B, se kterou jel tak, jak asi s ní jezdí na výlet — s blatníky, osvětlením, v čepici a fráčkem."
- 1931

Sezónu Kubíček zahájil opět na závodě Mistrovství Evropy do vrchu Zbraslav–Jíloviště v neděli 31. května 1931. Na sportovním Bugatti T35B (st. č. 144) v kategorii 2 000-3 000 cm³ obsadil 2. místo v čase 3:21,01 min, za což získal pozlacenou medaili, dojel za Charlym Jellenem z Grazu (Štýrský Hradec) rovněž na Bugatti. V celkovém pořadí závodu obsadil 17. místo, což v konkurenci takových mistrů jako byli Caracciola, Stuck, Leiningen, von Morgen, Hardegg, Zanelli, Tort a z domácích pak: Lobkowicz, Pohl, Urban-Emmrich a Schmidt vůbec nebylo zlé.
Na podzim se opět zúčastnil závodu (2. ročník) na Masarykově okruhu. V závodě hlavní kategorie (17 kol, 495,4 km) na Bugatti T35B odpadl v 9. kole pro poruchu motoru, když závod skončil pořadím 1. Louis Chiron (Bugatti T51), 2. Hans Stuck (Mercedes-Benz SSKL), 3. Heinrich-Joachim von Morgen (Bugatti T51) a 4. Jiří Kristián Lobkowicz (Bugatti T51). To byli jediní 4 jezdci, kteří byli ze 16 startujících klasifikováni. Nebýt Stucka na Mercedesu mohl být tento závod označen jako přebor vozů Bugatti, protože i 6 dalších jezdců, kteří nebyli klasifikováni, jelo na strojích Bugatti.
Na Labském poháru v jízdě do vrchu na trati Ploskovice - Horní Řepčice u Litoměřic se sešlo 13. září 1931 na 40 000 diváků. V závodních vozech do 3 l obsadil Kubíček na Bugatti 2. místo v čase 2:25,2 min za vítězem této kategorie a celého závodu Heinrichem-Joachimem von Morgenem na závodním Bugatti Typo 35B (1:54,7 min). Celkově Kubíček však skončil na 4. místě, protože se mezi ně vklínili vítěz kategorie závodních vozů do 1,5 l Zdeněk Pohl na Bugatti T37A (2:04,8 min) a vítěz kategorie závodních vozů nad 3 l Arco Zinnerberg na závodním Austro-Daimleru (2:02,8 min).
- 1932

V roce 1932 nezaznamenal výraznější úspěch. Přihlásil se na Velkou cenu města Lwova (19. června) a do Polska přijel se svým sportovním Bugatti T35B. Až na místě zjistil, že tato Velká cena je vypsána pouze pro závodní vozy. Z tohoto důvodu nebyl ke startu hlavního závodu připuštěn. Stejný osud stihl i krnovského továrníka Floriana Schmidta s jeho Bugatti T37A (čtyřválec, 1,5 l s kompresorem). Oba tedy startovali v závodě sportovních vozů, který se jel na poloviční vzdálenosti oproti vozům startujícím ve Velké ceně (33 kol/100,4 km). Florian Schmidt v tomto závodě zvítězil v čase 1:18,38 h (průměr 76,58 km/h) a Jan Kubíček dojel s Bugatti T 35B (osmiválec, 2,3 l s kompresorem) za ním na 2. místě. V hlavním závodě zvítězil Rudolf Caracciola na Alfa Romeo Monza. Bruno Sojka na Bugatti T 37A v závodní úpravě obsadil 6. místo a v třídě do 1,5 l 4. místo.
Účastnil se opět závodu na Masarykově okruhu (3. ročník), ale v třetím kole odpadl pro poruchu vozu, přesněji vzdal pro poruchu kola hned v počátku závodu. V závodě zvítězil "mistr" Masarykova okruhu Louis Chiron.
- 1933

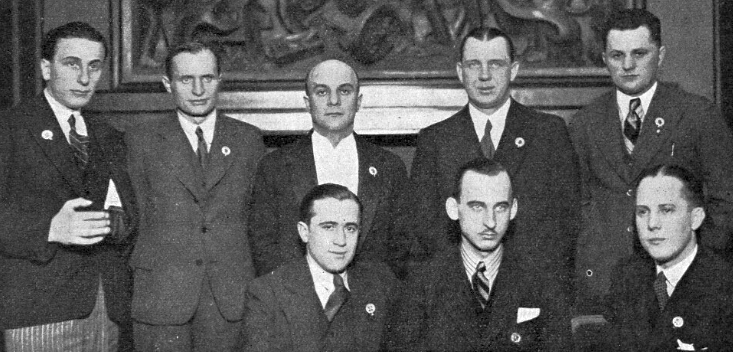
Nejúspěšnější závodníci ČSR v roce 1933 (horní řada zleva: L. Nerad, A. Szczyzycki. Jan Kubíček, J. Knapp, A. Vitvar, dolní řada: Fr. Brand, B. Sojka, Ing. P. Mucha)

Se startovním číslem 2 byl přihlášen do Grand Prix Lvova (III. Międzynarodowe Okrężne Wyścigi Automobilowe), která se konala 11. června. Startoval z první řady, ale mezi klasifikovanými jezdci nebyl. Po 38. kolech (ze 100) ze závodu odpadl.
Jan Kubíček se v tomto roce začal významněji zúčastňovat i "běžných" automobilových závodů pořádaných v Československu. Na I. Okruhu Hradcem Králové 6. července 1933 Jan Kubíček docílil na pneu Baťa nejlepšího času dne 40:00,4 min v kategorii závodních vozů přes 1,5 l (30 kol/53,1 km) a získal tak cenu J. A. Bati 5 000 Kč a řadu jiných cen. V závodních vozech mj. porazil i Bruna Sojku, který však startoval o "třídu níž" do 1 500 cm³. Trať vedoucí městem, často uličkami, kde se nedalo předjíždět, se však příliš neosvědčila, a proto k opakování závodu v dalších letech již nedošlo. Na straně druhé příjem z dávky ze zábav vynesl městu 28 000 Kč a mnohým živnostem a zaměstnancům slušný výsledek, což znamenalo, že účel závodu „přinesl své ovoce“.
V neděli 30. července se ve Zlíně uskutečnil závod motocyklů a automobilů. Měl zejména v motocyklech a malých cestovních vozech velmi početnou účast. Okruh dlouhý 6,820 km vedený zčásti městem se ukázal vhodnějším než okruh hradecký. V porovnání s ním byl širší a také měl povrchově lépe upravenou dráhu. Hromadné starty ani předjíždění nedělaly obtíží. V kategorii přes 1 500 cm³ zvítězil Zdeněk Pohl, Bugatti, 47:45,9 min, nejlepší čas závodních vozů, před Janem Kubíčkem, Bugatti, 49:00,1 min.
O týden později na 5. ročníku Stříbrného trianglu Československa ve Ždírci (6. srpna 1933) Jan Kubíček zvítězil v závodních vozech nad 1,5 l (30 kol/59,4 km) v čase 42:23,3 min a stal absolutním vítězem celé kategorie automobilů. Diváci se do varu dostali, když se čtyři závodní vozy (dva do 1,5 a dva přes 1,5 l) rozjely k poslednímu závodu dne. Zdeněk Pohl, z nich nejrychlejší, sice už v 2. kole odpadl, podav nový důkaz, že speciální stroj potřebuje speciální palivo, jehož Pohl neměl. Ale zbylí tři jezdci stačili (J. Hausman, B. Sojka a J. Kubíček, všichni na Bugatti) jezdili stále jeden druhému těsně v patách, chvílemi i pořadí měníce, kolo vždy za 1:24 až 1:30 min. Sotvaže zmizeli z dohledu už se zase z druhé strany vraceli. Divák prostě nevycházel z napětí, ale také bylo zmíněno, že nejeden divák nabyl dojmu, že se nebojovalo zcela fair, že totiž jednotlivci vpředu nedovolovali zadním předjeti. Není-li silnice hodně široká a v naprosto bezvadném stavu, je totiž přední jezdec vždy "neomezeným pánem" situace.
Před "Brnem" zajel do Šternberku na závod do vrchu Ecce Homo. Ve sportovních vozech přes 2,0 l 10. září 1933 zvítězil na Bugatti v čase 5:53,6 min, zajel si i třídu závodních vozů, kde pohoršil čas na 5:58,1 min. V celkovém pořadí závodu obsadil 4. místo, když celkovým vítězem se stal Zdeněk Pohl na Bugatti v čase 5:47,0 min. Na Masarykově okruhu 17. září startoval opět v kategorii silných vozů nad 1,5 l a obsadil 7. místo (4. ročník). To byla jeho poslední účast v předválečných závodech na brněnském okruhu. V samotném závodě zvítězil potřetí "mistr" Masarykova okruhu Louis Chiron na Alfa Romeo B/P3 ze stáje Scuderia Ferrari.
Na závěr sezony se účastnil 24. září závodů do vrchu Semmering v Rakousku (Internationales Semmering-Rennen). Startoval v kategorii sportovních vozů 2 000-3 000 cm³ se start. č. 151, ale o výsledku Jana Kubíčka z Jindřichova Hradce není nic známo. Celkovým vítězem 19. ročníku závodu do vrchu Semmering se stal Ital Luigi Premoli na voze B.M.P. a Zdeněk Pohl v třídě závodních vozů do 3,0 l skončil s Bugatti na 2. místě.
Za svoje výkony v roce 1933 obdržel stříbrný odznak sportovní komise AKRČs, který mu byl předán 16. prosince na slavnostním večírku konaném v sídle autoklubu v Opletalově ulici.
- 1935

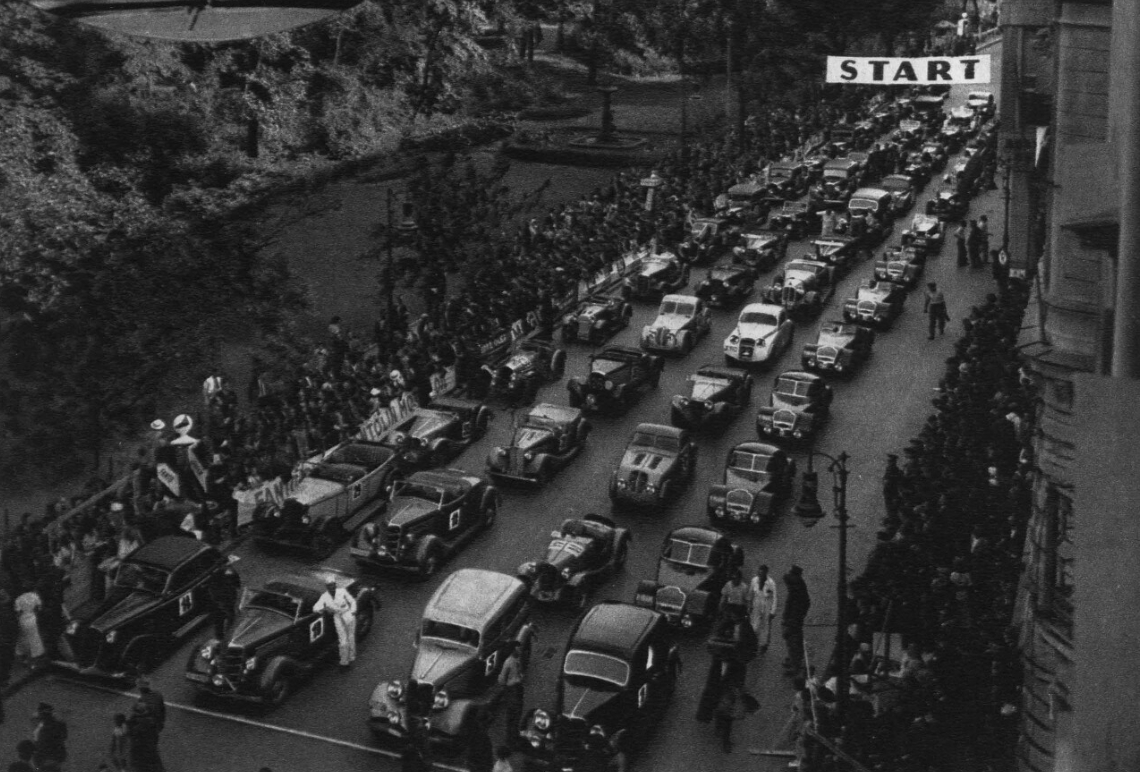
Start závodu 1000 mil československých 1935

Závodit opět začal v roce 1935. Stále startoval na obstarožním Bugatti T35B z roku 1930, jehož prvým majitelem byl Miloš Bondy. Rok 1935 se stal nejúspěšnějším v jeho kariéře závodníka. V zahajovacím závodě československé sezóny 1935 startoval 27. dubna v závodě do vrchu Jenerálka v Praze. V kategorii závodních automobilech do 3 000 cm³ zvítězil a celkově obsadil 2. místo za Zdeňkem Pohlem na MG Magnette NE. Okruhovou sezonu zahájil 5. května na II. ročníku Českobrodského okruhu. Na okruhu dlouhém 26 km v závodě na 6 kol (156 km) zvítězil v kategorii automobilů v čase 1:59:16 h.

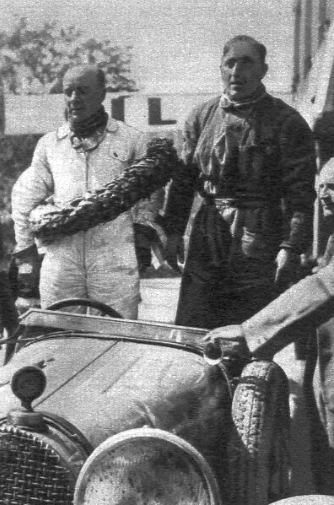
Kubíček-Smažík (Bugatti), 1000 mil československých 1935

Životního úspěchu dosáhl ve dnech 15.-16. června 1935, když zvítězil v absolutním pořadí v III. (a posledním) ročníku závodu 1000 mil československých. V roce 1935 se jelo na mírně upravené trase Praha – Kolín – Německý Brod – Jihlava – Velké Meziříčí – Brno – Břeclav – Bratislava s tím, že účastníci závodu jeli z Prahy do Bratislavy a zpět do Prahy bez přerušení dvakrát. Byl z Brna vynechán úsek Slavkov – Hodonín – Sekule a byl nahrazen úsekem Mikulov – Lednice – Břeclav – Lanžhot – Kúty. Tím se trasa závodu zkrátila na 1 540,4 km. Celkem tedy téměř 1 600 kilometrů ostré jízdy bez odpočinku. Posádka Jan Kubíček-Jaroslav Smažík (st. č. 9) startovala na voze Bugatti T35B (osmiválec 2 262 cm3) upraveném, do cestovní podoby. Kubíček auto doplnil předepsanými světlomety, blatníky z vozu Aero 30, sklápěcí textilní stříškou, náznakem jakýchsi dvířek a vymontoval z vozu kompresor, který byl propozicemi zakázán. Do čela závodu se dostali již v I. etapě u Kolína, ale před Brnem klesli na 4. místo, aby se do čela dostali až v předposledním III. úseku u Břeclavi, odkud vydrželi v čele až do cíle v Praze. Kubíček se Smažíkem zvítězili v čase 15 hodin 46 minut 12 vteřin, tedy průměrnou rychlostí 97,68 km/h. Stejně jako absolutní vítězové dvou předchozích ročníků ani Kubíček svého spolujezdce v průběhu závodu za volant nepustil. Získal cenu města Bratislavy, která je místem výroby pneumatik Matador a na kterých Kubíček absolvoval celý závod. Na cenách utržil 8 250 Kč, což bylo méně než jiní, pomalejší. Netržil za výstroj tolik, jako jiní; zvláště ne za pneumatiky, svíčky, baterii atp.. Ale tím spokojenější byl se svým úspěchem.
III. Lochotínský okruh 1935 byl jakousi dohrou za 1000 mil a současně zakončením předprázdninové sezony. Pro plzeňský okruh Kubíček stroj znovu celý rozebral, ale nemusel vyměňovat ani pístní kroužek. Pouze namontoval zpět kompresor. Okruh 4,3 km, skoro v rovině, diváků velmi mnoho — Plzeň opět ukázala své pochopení pro sport. V automobilech byl absolutním vítězem Kubíček, jenž tak doplnil svůj úspěch z 1000 mil za 39:21,5 min před Theimerem (Bugatti) 43:04,6 min a ing. Proskowetzem (Bugatti) 43:12,6 min.
Na Brandýském okruhu (18. července) získává opět I. místo v absolutním pořadí a své jezdecké umění ukázal též při exhibici na ostravském okruhu. Při tomto exhibičním závodu konaném 22. září a sledovaném 20 tisíci diváky jel Kubíček na Bugatti 11 kol proti Ivanu Hodačovi a Janíkovi (oba na Aero), kteří jeli jen 10 kol. Kubíček handicap v 7. kole vyrovnal a projel cílem jako vítěz v čase 36:27,5 min. V 7. kole dosáhl Kubíček největší rychlosti 95.2 km za hodinu.
Sportovní Komise Autoklubu RČs. udělila zvláštní uznání nejúspěšnějším čs. jezdcům. Zhodnotila výsledky, docílené československými jezdci ve sportovních podnicích automobilových i motocyklových sezony 1935, domácích i zahraničních, a usnesla se udělit zlaté odznaky 3 jezdcům. Jsou to: Jan Kubíček, Antonín Vitvar a Z. Houška.
- 1936

Sezonu zahájil Jan Kubíček 3. května 1936 startem na 3. ročníku Českobrodského okruhu. Nezadařilo se mu, protože odpadl ve 3. kole a jak tisk poznamenal bylo to proto, že jeho starý vůz nevydržel námahu závodu (defekt pístu). Na IV. Lochotínském okruhu 24. května o tři týdny později Jan Kubíček opět nedojel, již ve 2. kole vzdal pro poruchu. Zkusil to ještě na III. Brandýském okruhu 16. srpna, ale dojel jen do prvé zatáčky, asi 500 m od startu. Řekl si asi 3x a dost. Další závody v tomto roce už neabsolvoval a zahájil přípravy na další sezónu.
Zásadním způsobem přestavěl svoji "bugattku", vyměnil jí totiž motor. Od roku 1937 startoval sice s karoserií Bugatti ale s motorem Ford o objemu 2,3 l.
- 1937

Prvním startem sezony 1937 byla jeho účast na novém závodu u Prahy, na 1. ročníku Zdibského okruhu, který se konal 25. dubna. Závod na okruhu 4,3 km dlouhém se jel na 10 kol (43 km). Jan Kubíček na "syrovém" voze Bugatti-Ford nezklamal a dojel celkově na 2. místě za Bruno Sojkou na originálním Bugatti a svoji třídu přes 1 500 cm³ vyhrál.

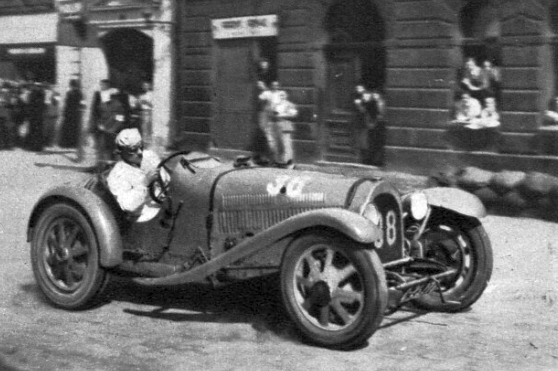
Jan Kubíček, Bugatti-Ford na Českobrodském okruhu (1937)

Na Českobrodském okruhu se závod poprvé konal na ideální betonové státní silnici s ostrou zatáčkou do Tismic. Tato silnice byla stavěna před válkou jako strategická, počítalo se, že dojde k válečnému konfliktu. Trať byla zkrácena na 7,65 km a vedla z Č. Brodu do Tismic, Nové Vsi a zpět do Č. Brodu. V závodě konaném 23. května v třídě automobilů přes 2 000 cm³ zvítězil Kubíček na voze označeném jako Ford-Special. Odborný časopis Auto k tomu poznamenal, že Kubíček vyhrál na voze vyzbrojeném sériovým motorem nákladního automobilu.
V náročném závodě 500 km slovenských, který se konal 20. června se absolutním vítězem v kategorii automobilů stal Jan Kubíček na automobilu Bugatti s motorem Ford časem 5 hodin,12 minut, 3 vteřiny. Závod se jel na 5 kol po trase na okruhu Bratislava – Malacky – Baba – Pezinok – Bratislava. Na 5. ročníku Lochotínského okruhu (29. srpna 1937) v kategorii automobilů přes 1 500 cm³ bez kompresoru vyhrál Jan Kubíček v čase 54:19,7 min. V celkovém pořadí obsadil 2. místo za Zdeňkem Pohlem na Bugatti (53:19, 6 min), který jel v kategorii automobily s kompresorem přes 1 500 cm³. Trať závodu měřila 86 km/20 kol (okruh 4,3 km). Automobily do a přes 1 500 s kompresorem a přes 1 500 cm³ bez kompresoru jely společný závod  Koncem léta, 5. září se Kubíček zúčastnil 13. ročníku závodu automobilů a motocyklů do vrchu Ecce Homo. S Bugatti-Ford zvítězil ve skupině sportovních vozů v čase 5:50,30 min. V celkovém pořadí skončil na 7. místě, když celý podnik vyhrál krnovský Florian Schmidt na Bugatti T51A s kompresorem (5:14,70 min).

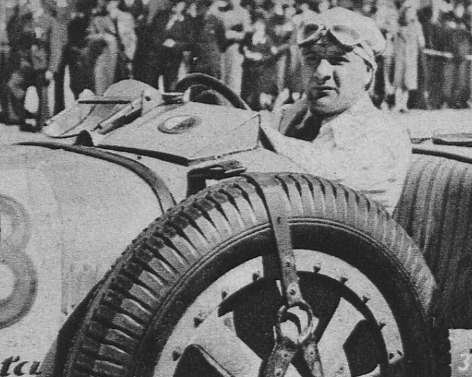
Jan Kubíček, IV. Zlínská osma (1938)

V roce 1937 a 1938 se úspěšně zúčastnil závodů automobilů a motocyklů na Krakonošově okruhu, který patřil v předválečném Československu mezi nejvýznamnější motoristické podniky, hned po závodech na Masarykově okruhu a po závodě 1000 mil československých. Závod konaný 1. srpna 1937 (V. ročník) se jel jenom na 5 kol, tzn. závod měřil 110 km. Absolutním vítězem ve třídě motocyklů byl Antonín Vitvar a v kategorii automobilů Kubíček. Šestý ročník se konal 31. srpna 1938. Ve třídě motocyklů zvítězil A. Vitvar na Jawě, ve třídě automobilů J. Kubíček na Bugatti-Ford. Absolutním vítězem závodu se stal Jan Kubíček, vítěz třídy sportovních automobilů přes 1,5 l, na voze Bugatti s motorem Ford (osmiválec 2 262 cm³ do V s kompresorem) v čase 1:10:21,8 h, na druhém místě skončil Jiří Pohl na MG (vítěz třídy do 1,5 l) v čase 1:11:47,2 h. O rok později 31. srpna 1938, v posledním předválečném 6. ročníku tohoto závodu, v hlavním závodě seniorů přes 1,5 l zvítězil Jan Kubíček na Bugatti-Ford za 1:06:43,4 h, do 1,5 l to byl Bruno Sojka na Bugatti za 1:07:24,0 h a do 1,1 l Josef Štiller na voze Z 4. Absolutním vítězem Krakonošova okruhu v roce 1938 se stal Jan Kubíček před Brunem Sojkou. Ve více než hodinovém závodě Kubíček porazil Sojku o 41 vteřin.
- 1938

5. ročník Českobrodského okruhu se konal 24. dubna 1938 a v automobilech přes 1 500 cm³ (10 kol/76,5 km) vyhrál J. Kubíček, na Fordu Special za 42:21,3 min. II. ročník Zdibského okruhu o 14 dnů později, 8. května. V kategorii automobilů přes 2 000 cm³ a v celkovém pořadí závodu zvítězil J. Kubíček na Fordu Special za 28:42,9 min.

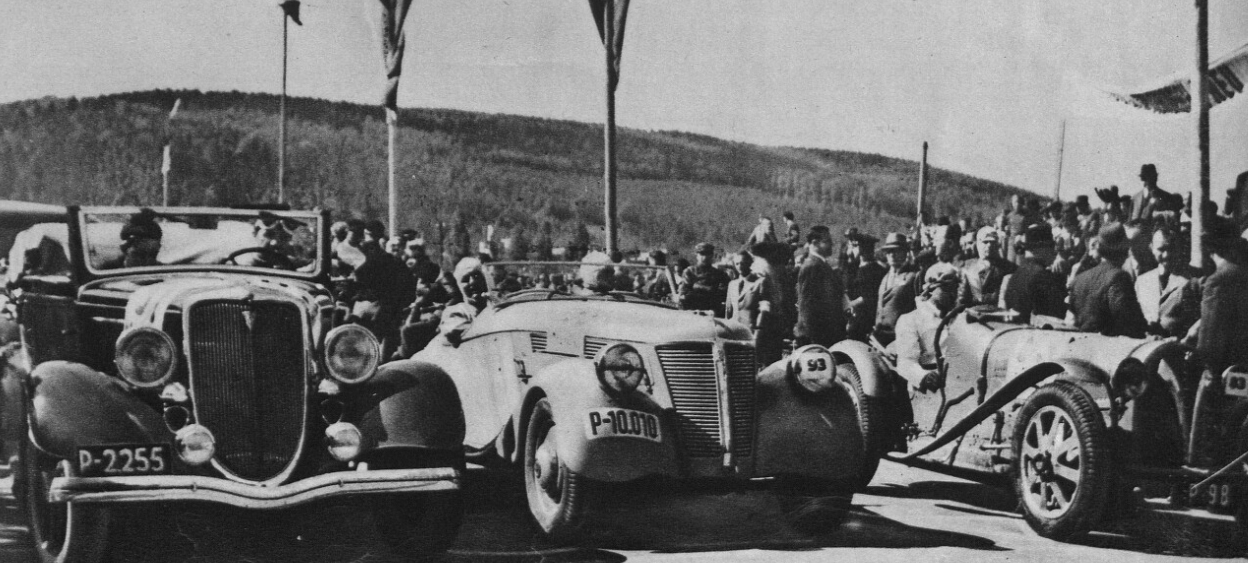
Start Zlínské osmy 1938. Jan Kubíček zcela vpravo

Posledním závodem, kterého Jan Kubíček před válkou zúčastnil byl IV. ročník Zlínské osmy. Soutěž spolehlivosti a pravidelnosti nazvaná Zlínská osma se konala 15. května. Byla spojená i se zkouškou výkonnosti do vrchu Březnice. Soutěž se konala na 2 okruzích tvořících "osmu", první byl dlouhý 29 km a druhý 22 km. Startovalo celkem 98 soutěžících, v automobilech přes 2 000 cm³ zvítězil Rojt na Studebadkeru. Mimo soutěž v této kategorii jeli Kulich na voze Praga-Lady a Kubíček na voze Ford spec.
Za svoje výkony v roce 1938 Jan Kubíček obdržel od sportovní komise AKRČs již podruhé stříbrný odznak.
- 1946-1955

Jan Kubíček závodil i po II. světové válce. To už mu bylo přes 47 let. Na Hradeckém okruhu (30. června 1946) v závodních vozech přes 1 500 cm³ zvítězil Zdeněk Pohl na Bugatti v nejlepším času dne před Janem Kubíčkem na Fordu Spec.
V září 1950 startoval závodě sportovních automobilů na trati Velké ceny Československa na voze Special Kompresor, ale nebyl klasifikován. Startoval i v II. okruhovém závodu Ecce Homo 1. července 1951. Na stejném voze a se stejným výsledkem. Nebyl klasifikován. Dvou úspěšných výsledků dosáhl na okruhu v Liberci (14. června 1953) a okruhovém závodě Ecce Homo (28. června 1953). To vždy obsadil 3. místa v závodních vozech. Ještě v roce 1954 na okruhovém závodě v Mladé Boleslavi (30. května) obsadil v závodních vozech 3. místo a 11. července v závodech do vrchu Ecce Homo 4. místo. Zřejmě jeho posledním závodem, kde se umístil, byl závod mistrovství republiky v Jičíně (Velká cena Prachovských skal) 8. srpna 1954. V tomto závodě obsadil 13. místo.